# Bielefeldská škola

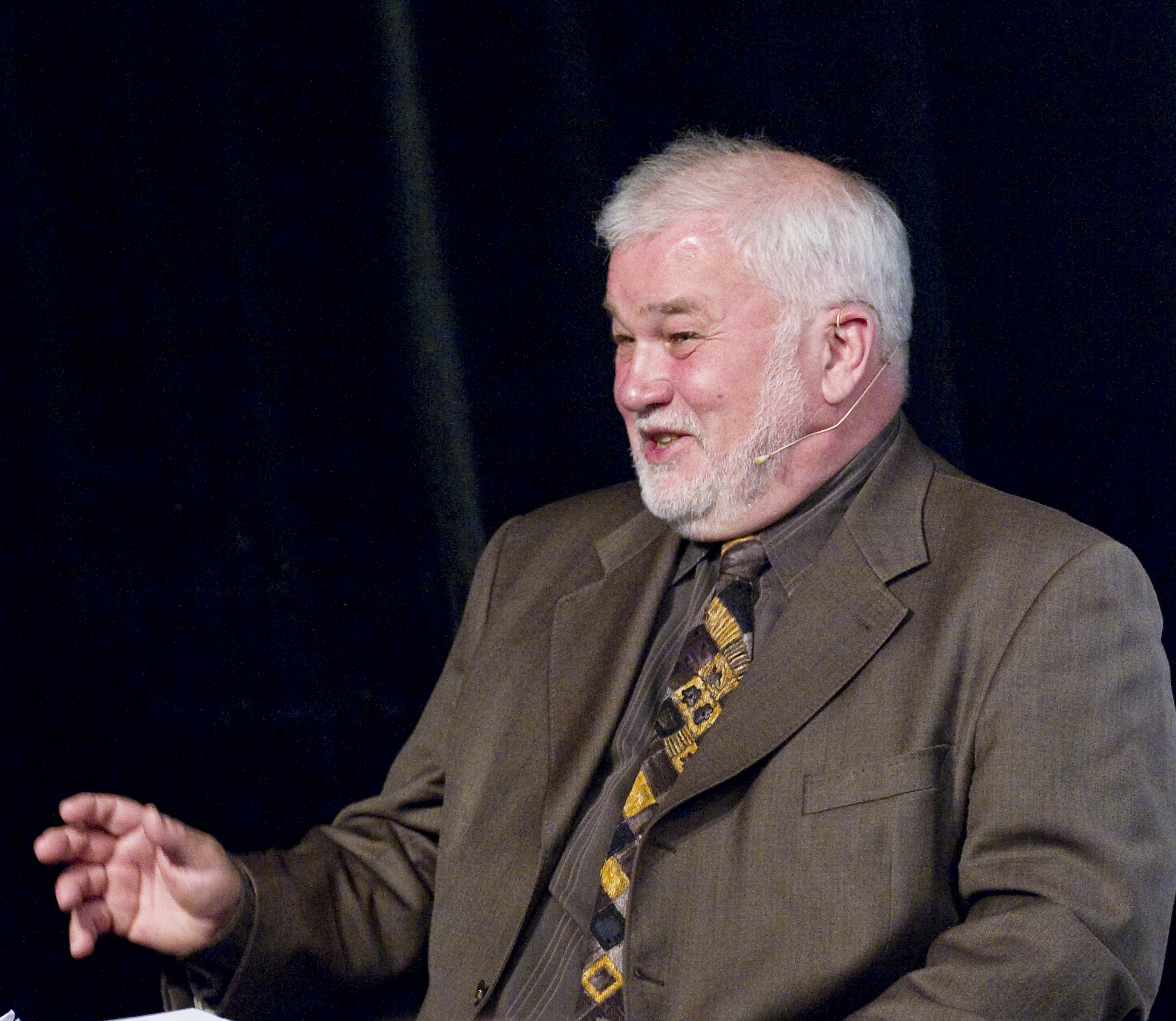
Jürgen Kocka v roce 2011

Bielefeldská škola (německy Bielefelder Schule) je hnutí uvnitř německé historiografie, které vzniklo na počátku 70. let 20. století kolem historiků Hanse-Ulricha Wehlera a Jürgena Kocky z Bielefeldské univerzity. Hnutí se zaměřovalo na zkoumání sociálních dějin a bralo si metody a teorie ze sociologie, ekonomie a částečně i psychologie. Bielefeldská škola byla ovlivněna francouzskou školou Annales a Hobsbawmovou history of society. Znamenala odklon od politických dějin k dějinám společnosti. Platformou Bielefeldské školy byl časopis Geschichte und Gesellschaft, vydávaný Wehlerem a Kockou.